# Zisterzienserinnenabtei San Andrés de Arroyo

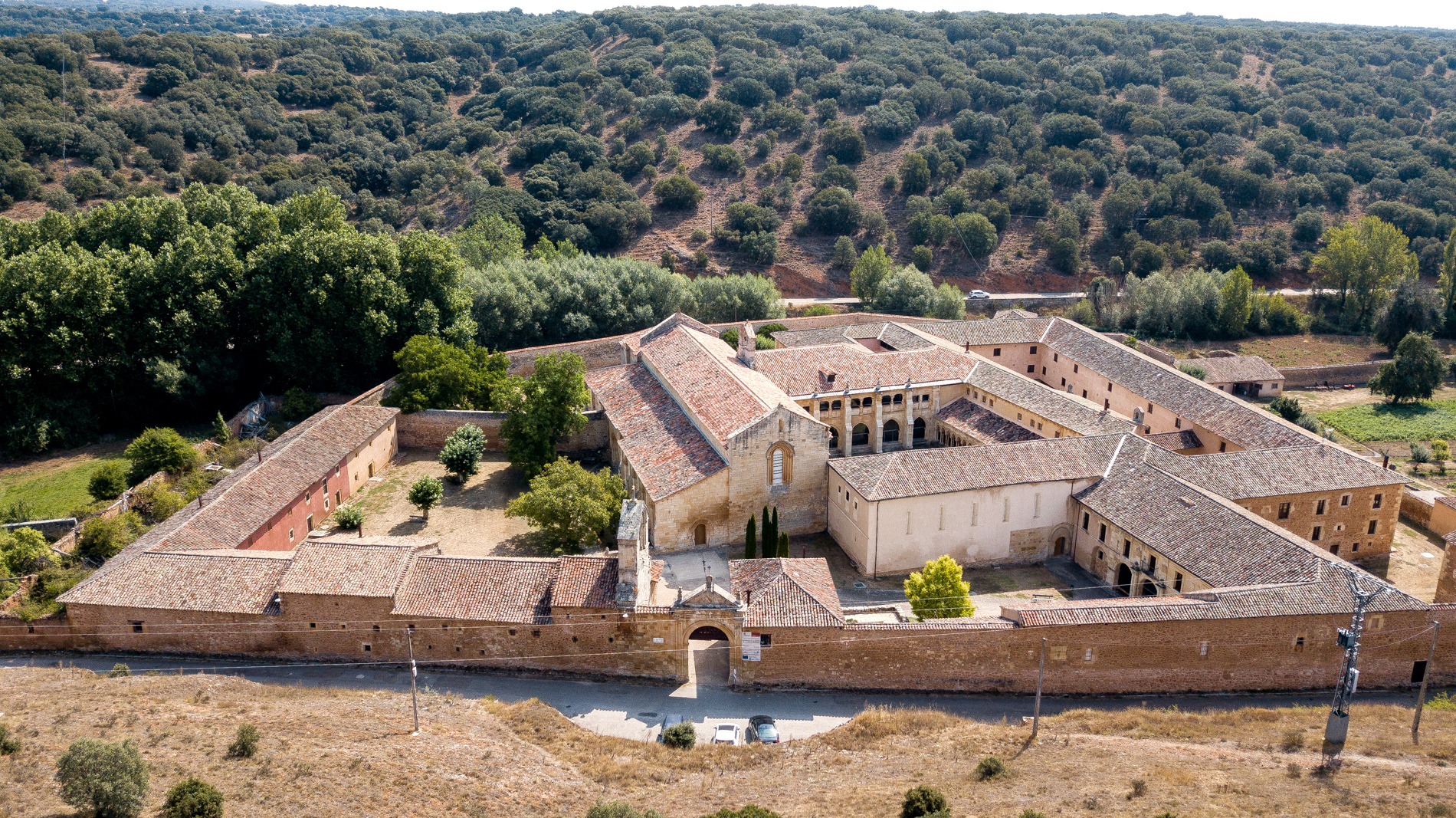
Zisterzienserinnenkloster San Andrés de Arroyo

Die Zisterzienserinnenabtei San Andrés de Arroyo ist seit 1181 ein Kloster der Zisterzienserinnen in Santibáñez de Ecla, Provinz Palencia, Kastilien und León in Spanien.

## Geschichte
70 Kilometer nordwestlich Burgos und 20 Kilometer südwestlich Aguilar de Campoo stiftete 1181 die Gräfin Mencía de Lara am Ort eines wundersam aufgefundenen Bildes des Apostels Andreas das Nonnenkloster San Andrés de Arroyo („Andreas am Bach“), das völlig erhalten und noch heute (von 15 Schwestern) besiedelt ist. Peugniez lobt die Schönheit von Kirche, Kreuzgang und Kapitelsaal, wo die Stifterin und erste Äbtissin, eine Tochter des Königs Alfons VII., begraben liegt. Das Kloster besaß einen Beatus (Exemplar der Beatus von Liébana zugeschriebenen Apokalypse), der sich heute in Paris und New York befindet.